# Heriades flocciferus
Heriades flocciferus là một loài Hymenoptera trong họ Megachilidae. Loài này được Brauns mô tả khoa học năm 1929.